# Sremska Mitrovica (stacja kolejowa)
Sremska Mitrovica (serb. Сремска Митровица) – stacja kolejowa w Sremskiej Mitrovicy, w okręgu sremskim, w Serbii.
Stacja znajduje się na ważnej magistrali Belgrad – Šid, łączącej Belgrad z Zagrzebiem. Stacja położona jest na północ od centrum miasta.

## Linie kolejowe
- Belgrad – Šid